# الیزابت لیک (کالیفرنیا)
الیزابت لیک (به انگلیسی: Elizabeth Lake) یک منطقهٔ مسکونی در ایالات متحده آمریکا است که در شهرستان لس‌آنجلس، کالیفرنیا واقع شده‌است. الیزابت لیک ۱۶٫۹۴۷ کیلومتر مربع مساحت و ۱٬۷۵۶ نفر جمعیت دارد و ۱٬۰۳۲٫۹۸ متر بالاتر از سطح دریا واقع شده‌است.